# 市立敦賀病院
市立敦賀病院（しりつつるがびょういん）は、福井県敦賀市三島町にある病院である。旧国立療養所敦賀病院（現独立行政法人国立病院機構敦賀医療センター）と区別する意味で「市立」、または単に「敦賀病院」と言われることが多い。

## 概要

### 本館診療棟（ひかりのゾーン）
- 正面玄関
- 総合案内、会計、薬局
- 小児科
- 皮膚科
- 泌尿器科
- 眼科
- 耳鼻咽喉科
- 放射線科
- 麻酔科
- 歯科・口腔外科

### 東診療棟（はなのゾーン）
- 内科（一般内科、血液内科、呼吸器内科、腎・高血圧内科、腎透析内科、糖尿病・内分泌内科、膠原病・免疫・アレルギー内科）
- 神経内科（神経内科系めまい科）
- 消化器内科
- 循環器内科（不整脈・ペースメーカー科、循環器科系めまい科）
- 神経科・精神科

### 中央診療棟（みどりのゾーン）
- 外科（一般外科、消化器外科、胸部・乳腺・内分泌外科、血管外科）
- 整形外科
- 脳神経外科
- 産婦人科
- 人工透析
- 総合検診センター（人間ドック）

### 北診療棟（うみのゾーン）
- 時間外通用口
- 救急医療
- 中央手術室
- 集中治療室

## 医療機関指定
出典
| 保険医療機関                                   | 労災保険指定医療機関                                     |
| 国保療養取扱機関                               | 指定自立支援医療機関（更生医療・育成医療・精神通院医療） |
| 身体障害者福祉法指定医の配置されている医療機関 | 生活保護法指定医療機関                                   |
| 児童福祉法指定療育育成機関                     | 結核指定医療機関                                         |
| 指定養育医療機関                               | 災害拠点病院                                             |
| 原子爆弾被害者一般疾病医療取扱医療機関         | 公害医療機関                                             |
| 第二種感染症指定医療機関                       | 原子力災害医療協力機関                                   |
| 母体保護法指定医の配置されている医療機関       | 救急告示病院                                             |
| 第二次救急病院群輪番制病院                     | エイズ治療拠点病院                                       |
| 特定疾患治療研究事業委託医療機関               | 指定療育機関                                             |
| 小児慢性特定疾患治療研究事業委託医療機関       | 地域周産期母子医療センター                               |
| 洋上救急協力機関                               | 労働者災害補償保険法に基づくアフターケア指定医療機関     |
| ＤＰＣ指定病院                                 | 日本赤十字常備救護班                                     |
| 地域がん診療連携拠点病院                       |                                                          |

## 学会認定施設
出典
| 日本内科学会教育病院                                       | 日本腎臓学会研修施設                                 |
| 日本循環器学会認定循環器専門医研修施設                     | 日本消化器内視鏡学会指導施設                         |
| 日本消化器病学会指導施設                                   | 日本肝臓学会認定施設                                 |
| 日本呼吸器内視鏡学会関連認定施設                           | 日本呼吸器学会認定施設                               |
| 日本整形外科学会研修施設                                   | 日本医学放射線学会修練機関                           |
| 日本脳神経外科学会専門医制度関連施設                       | 日本泌尿器科学会専門医教育施設                       |
| 日本臨床細胞学会施設                                       | 日本外科学会外科専門医制度関連施設                   |
| 日本乳癌学会認定施設                                       | マンモグラフィ検診施設                               |
| 日本眼科学会専門医制度研修施設                             | 日本麻酔科学会麻酔科認定病院                         |
| 日本産科婦人科学会専門研修連携施設                         | 日本周産期・新生児医学会暫定研修施設（補完研修施設） |
| 日本静脈経腸栄養学会・ＮＳＴ（栄養サポートチーム）稼動施設 | 日本医療機能評価機構認定病院                         |
| 基幹型臨床研修病院                                         | 日本透析医学会教育関連施設                           |
| 腹部ステントグラフト実施施設                               | 日本がん治療認定医機構認定研修施設                   |
| 日本カプセル内視鏡学会指導施設                             | 日本救急医学会専門指導医施設                         |
| 日本脳卒中学会認定研修教育施設                             | ＤＭＡＴ指定医療機関                                 |
| 日本口腔外科学会認定准研修施設                             | 日本顎関節学会研修補助施設                           |

## 近隣の医療機関
- 国立病院機構敦賀医療センター（敦賀市）
- 福井県立病院（福井市）
- 福井大学医学部付属病院（永平寺町）
- 国立病院機構あわら病院（あわら市）
- レイクヒルズ美方病院（若狭町）
- 公立小浜病院（小浜市）
- 長浜市立湖北病院（長浜市）

## アクセス
公共交通機関
- 北陸新幹線・北陸本線・小浜線・ハピラインふくい線 敦賀駅 西口（まちなみ口）より、敦賀市コミュニティバスで約15分、「市立病院前」停留所下車。  - ※同駅よりタクシーで約10分。

自動車
- E8 北陸自動車道 敦賀ICより約10分。